# Immanuel Kant
Immanuel Kant (tyska: [ɪˈmaːnu̯eːl ˈkant]), född 22 april 1724 i Königsberg (nuvarande Kaliningrad), död 12 februari 1804 i Königsberg, var en tysk filosof och grundare av den kritiska filosofin. Kant skrev banbrytande verk, bland annat inom områdena etik och kunskapsteori. Han levde hela sitt liv i Königsberg. Ett av hans viktigaste arbeten är Kritik av det rena förnuftet från 1781.
Kant formulerade det kategoriska imperativet 1785 (bör ej sammanblandas med det hypotetiska imperativet), vars vanligaste formulering lyder: "Handla endast efter den maxim om vilken du samtidigt kan vilja att den upphöjdes till allmän lag". Som kunskapsteoretiker och metafysiker har Kant fått flera efterföljare, bland andra Schopenhauer och Fichte.

## Levnad
Kant var son till sadelmakaren och remsnidaren Johann Georg Kant (1682–1746) och dennes hustru Anna Regina (1697–1737), född Reuter. Kant påverkades i ungdomen av pietismen och senare av upplysningen. Sjutton år gammal började han studera filosofi, matematik och naturfilosofi vid Königsbergs universitet. 1747 publicerade han sitt första vetenskapliga arbete Gedanken von der wahren Schätzung der lebendigen Kräfte. Då hade han 1746 lämnat universitetet för att arbeta som informator i förnäma hem i Königsberg. 1755 återvände han till universitetet, där han disputerade med doktorsavhandlingen De igne (Om elden). Samma år utgav han Principiorum primorum cognitionis metaphysicce nova dilucidatio (Ny belysning av metafysikens grundprinciper) och Allgemeine Naturgeschichte und Theorie des Himmels. Först 1770 blev han professor i logik och metafysik, och hans mest kända arbete, Kritik der reinen Vernunft, utkom 1781, och ledde till att han fick flera anbud om professorstjänster vid andra universitet, men Kant valde att stanna i Königsberg. Under Johann Christoph von Woellners ministertid fick Kant problem. Hans andra kapitel om religionsfilosofi som skulle publiceras i Berlinische monatsschrift 1788 blev censurerat och 1794 anklagades han för "vanställande och nedsättande av flera bland den heliga skrifts och kristendomens huvud- och grundläror". Han avgav då ett löfte till Fredrik Vilhelm II av Preussen att fortsättningsvis aldrig i skrifter eller föreläsningar behandla religiösa frågor. Efter Fredrik Vilhelm II:s död 1797 ansåg han sig dock befriad från löftet. Från 1796 var han emellertid förhindrad att hålla föreläsningar på grund av sjukdom, och efter 1798 utgav han inte fler skrifter, även om han länge arbetade på en avhandling om övergången från metafysiken till fysiken.

## Kants filosofi

### Kunskapsteori och metafysik

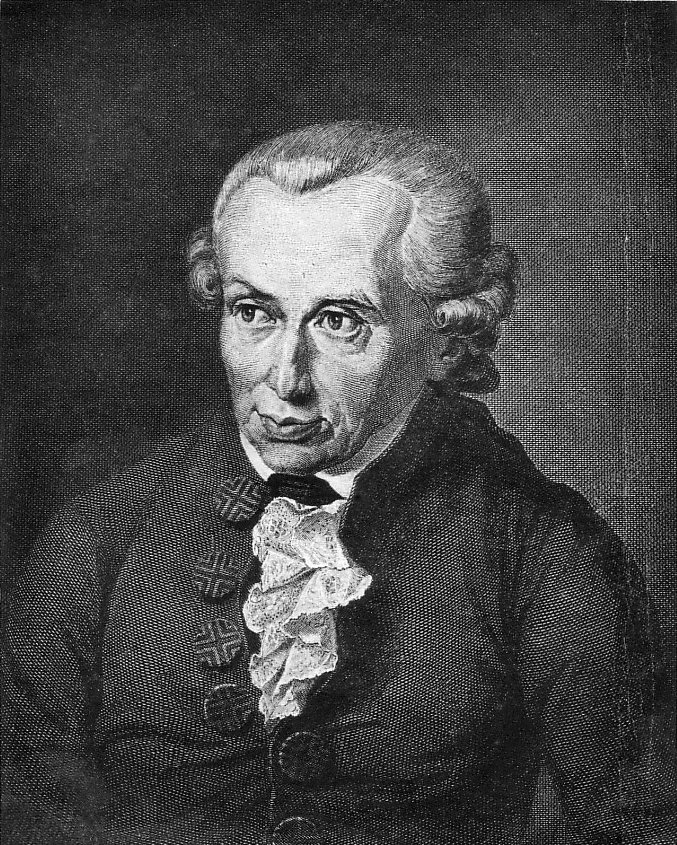
Immanuel Kant, okänd konstnär.

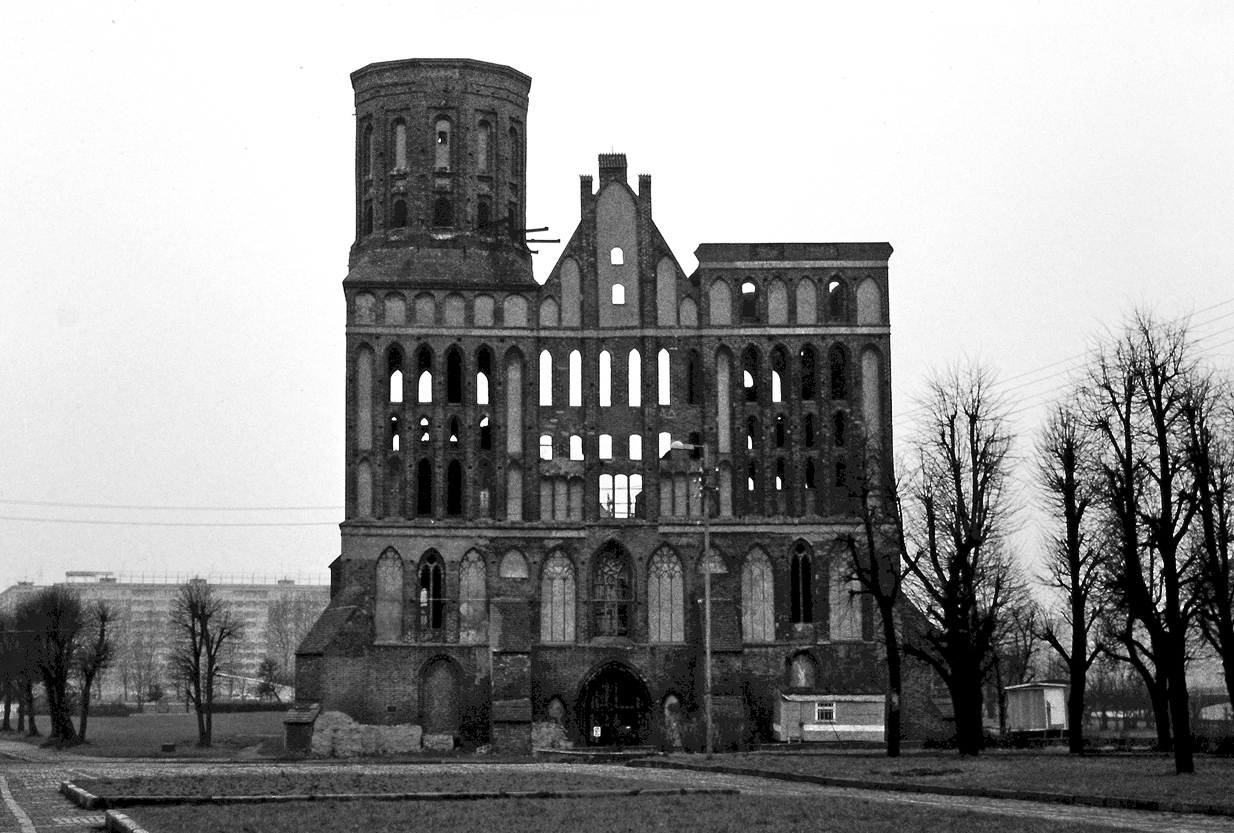
Immanuel Kant-domen i Kaliningrad under restaurering våren 1992.

Kant är den filosof i vars kunskapsteori en sammanjämkning kunnat ske mellan den rationalistiska traditionen, med Descartes i spetsen via Spinoza och Leibniz, samt den empiristiska traditionen med Locke i spetsen via George Berkeley och David Hume. Rationalisterna menade att själen eller förnuftet, oberoende av all erfarenhet, var bärare av fundamental kunskap om verkligheten, medan empiristerna hävdade att all giltig kunskap (om den inte var analytiskt sann) måste gå att återföra på sinnesintryck. Den senare uppfattningen hade fått sin, gentemot vetenskapen utmanande, spjutspets i David Humes skepticism. Hume hade visat att den världsbild som företräddes av Newton och Locke, och verkade såväl vetenskapligt demonstrerbar som tilltalande för det sunda förnuftet, var uppbyggd på A: induktiva slutledningar som inte gick att berättiga logiskt (av att solen till exempel gått upp alla tidigare dagar följer inte med nödvändighet att den också gör det i morgon) samt B: antaganden om orsakssamband som inte gick att demonstrera. (Att säga "händelsetyp A orsakar händelsetyp B" är att säga att det finns ett nödvändigt samband dem emellan. Men ett sådant kan vi aldrig konstatera, då det enda vi vet är att A hittills har åtföljts av B.)

#### Syntetiska satser a priori
Läsningen av Hume rubbade inte Kants tro på Newtons världsbild i och för sig, men han vaknade ur sin "dogmatiska slummer" och började ställa sig allvarliga frågor om kunskapens natur. När vi undersöker vår värld, gör vi detta utifrån en rad grundantaganden om verkligheten, som ter sig nödvändiga men ändå icke bevisbara. Dessa grundantaganden betecknade han som syntetiska satser a priori och frågade sig hur de var möjliga. Hur kan vi till exempel säga att "alla händelser har en orsak" när det varken är analytiskt sant eller aposterioriskt, det vill säga empiriskt, verifierbart? I sitt verk Kritik av det rena förnuftet går Kant till botten med den erfarenhetsoberoende förnufts- eller förståndsförmågan. Hans uttalade mål är att fälla ett avgörande i den synbara konflikten mellan rationalister och empirister angående kunskapens ursprung, och resultatet blir en medelväg: det finns rena förnuftsidéer, men endast som regulativa principer i erfarenhetens tjänst. Han konstaterar att tid, rum, orsakssamband och andra för den empiriska världen obligatoriska element inte kan existera som oberoende verklighet, utan endast som former för möjlig erfarenhet.
Om man antar att den värld vi upplever, med de former den nu har, är något som existerar som en oberoende realitet, så ger detta upphov till en rad självmotsägelser. När det gäller till exempel tiden och rummet, ställer Kant den rationalistiska tesen "världen är begränsad med avseende på tiden och rummet" mot den empiristiska antitesen "världen är obegränsad med avseende på tiden och rummet", och visar att argumenten för de båda ståndpunkterna är jämnstarka! Det blir därmed lika möjligt, eller omöjligt, att tänka sig att tiden och rummet är begränsade som att de inte är det, trots att bara ett av alternativen kan vara sant, enligt motsägelselagen. Samma typ av problem uppstår i fråga om orsakssamband, de yttersta beståndsdelarna i universum samt Guds existens. 
Detta beror enligt Kant på att vi gör ett fundamentalt misstag, då vi tar tingen som de ter sig för oss (fenomen) för tingen som de är i sig själva (noumenon). Vi måste ha klart för oss att erfarenhet aldrig kan vara oberoende verklighet, utan bara just erfarenhet, och som sådan formad av det subjekt som erfar. Utgår man från att den empiriska världen visar oss tingen såsom de är i sig själva, blir den empiriska världen en paradox, som på samma gång måste vara både ändlig och oändlig, både måste bestå ytterst av enkla delar och inte göra det etc. Betraktar man däremot den empiriska världen som en tolkning, som subjektets sätt att bilda sig en upplevelse, försvinner detta problem, eftersom tid, rum, orsakssamband, ting etc. då endast blir ett (nödvändigt) mönster för denna tolkning. Hade vår kunskapsapparatur varit beskaffad på ett annat sätt, hade också mönstret varit ett annat. Det är således endast i den fenomenella världen som det existerar tidsliga, rumsliga och kausala relationer etc. I den noumenala, det vill säga det som existerar genom sig självt oberoende av om det upplevs, kan inte dessa relationer finnas, menar Kant. Det är därmed endast den fenomenella världen, vår egen upplevelse, som är åtkomlig för vetenskaplig undersökning och som förnuftet kan ha kunskap om.

#### Viljan, själen och Gud

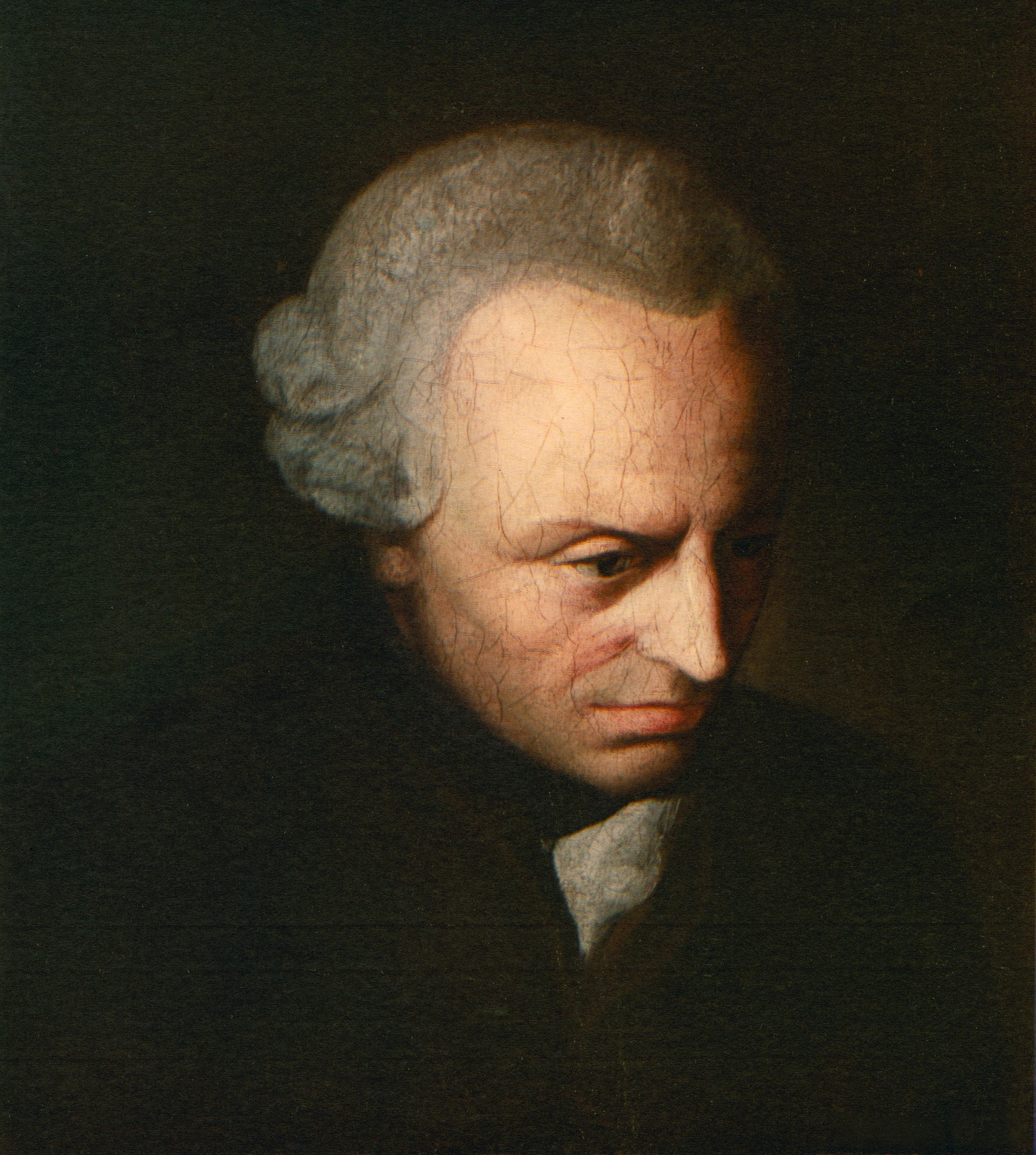
Immanuel Kant

Denna inskränkning av människans kunskapsförmåga till det fenomenella, innebär inte bara att den oberoende verkligheten är permanent dold för oss, utan också att de eviga frågorna om viljans frihet, själens odödlighet och Guds existens aldrig kan bli besvarade i vetenskaplig mening. Icke desto mindre måste vi tro på dessa ting, menar Kant, om vi ska kunna upprätthålla en moral. Att det i den fenomenella världen inte finns någon frihet, odödlighet eller Gud utesluter inte att det gör detta i den noumenala världen, hävdar Kant, vilket innebär att det noumenala inte bara blir det ovetbaras utan också trons och förhoppningarnas domän.

#### Tinget i sig
Kant är den förste som använder uttrycket "tinget i sig" om det ”ting” som han menar vara orsak till vår empiriska värld. Från detta ”ting” hämtar subjektet de sinnesintryck som det gör till sin upplevelse, genom att använda sina två åskådningsformer (tid och rum) och sina tolv förståndskategorier (enhet, mångfald, totalitet, realitet, negation, begränsning, ting, orsak, gemenskap, möjlighet, tillvaro och nödvändighet). Att vi inget kan veta om hur detta ”ting” är beskaffat, innebär för Kant inte att det skulle kunna vara icke-existerande. Ty de framträdelser som den empiriska världen utgörs av måste, menar han, motsvaras av något som existerar oberoende av den. Det kan så att säga inte finnas framträdelser utan ”något” som framträder, och som i sig är något annat än själva framträdelsen.
När Kant benämner detta ”något” som ett ting eller föremål, ska detta emellertid inte förstås bokstavligt. Ty eftersom ”ting” är en av förståndskategorierna, kan ett sådant endast existera som fenomen, och absolut inte tillkomma det noumenala. Inte desto mindre måste vi tänka oss framträdelsernas noumenala motsvarighet på detta sätt, om vi över huvud taget ska kunna tänka oss den. Enligt Otfried Höffe ska Kants ”ting i sig” inte ens förstås som ett metafysiskt begrepp, eftersom det inte närmare kan definieras, utan enbart som ett metodologiskt.
Det finns en "medspelare" som tillhör varken den empiriska subjektiviteten eller den aprioriska subjektiviteten. Detta av subjektet oberoende moment, förutan vilket ingen kunskap är möjlig, är något som måste förutsättas som sådant, utan att man på något sätt kunde bestämma det närmare. För det teoretiska förnuftet är tinget i sig "blott ett gränsbegrepp" - det är den fullständigt obestämda grunden för förnimmelserna, det blotta x:et. (Ur Immanuel Kant, s. 128.)

### Etik

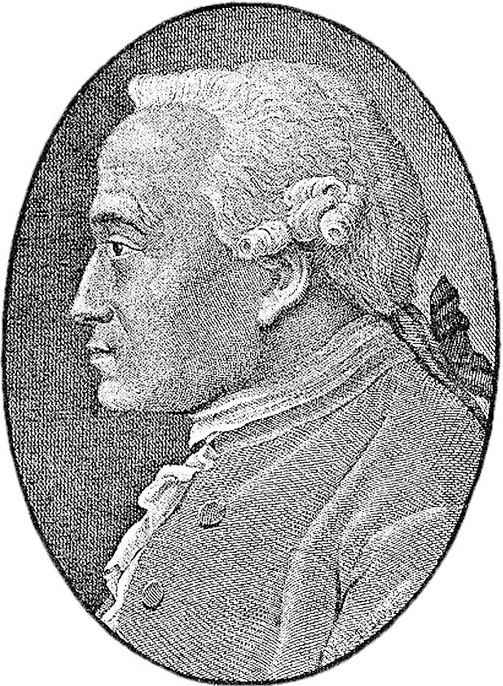
Immanuel Kant.

Kants etik kan sammanfattas på följande sätt: förnuftet är etikens grundval, människans natur och böjelser är ovidkommande ur ett etiskt perspektiv, den goda viljan är det enda som har absolut värde, plikten är det viktigaste begreppet och det kategoriska imperativet är moralitetens högsta princip. 
Etiken - eller sedeläran - är vetenskapen om frihetens lagar och består enligt Kant av två delar: praktisk antropologi, som är en empirisk lära om människan, och moralfilosofi som är den helt rationella delen av etiken. 
Kant koncentrerar sig främst på etiken som en a priori vetenskap, som någonting som är oberoende av människan som empirisk varelse. I denna mening är etiken helt och hållet grundad i det rena praktiska förnuftet, och sedernas metafysik kan jämföras med transcendentalfilosofin på det teoretiska området. Etikens grundval består ytterst av en kritik av ett rent praktiskt förnuft, men kan till stor del förstås av det vanliga sunda förnuftet utan en sådan kritik. 
Om man utgår från den vanliga sedliga förnuftskunskapen och övergår till den filosofiska är det första som inses att det enda som är gott utan inskränkning är en god vilja. Visserligen finns det mycket annat som har värde, men det finns ingenting annat som har absolut värde. "Förstånd, kvickhet och omdömesförmåga och allt vad andens talanger i övrigt må kallas är, liksom mod, beslutsamhet och ihärdighet i föresatser såsom temperamentets egenskaper, utan tvivel goda och önskvärda i många hänseenden, men de kan också bli ytterst onda och skadliga när den vilja, som skall göra bruk av dessa naturliga gåvor och vars säregna beskaffenhet därför kallas karaktär, är ond. Likadant förhåller det sig med lyckans gåvor. Makt, rikedom, ära till och med hälsa och allmänt välbefinnande och belåtenhet med ens tillstånd inger under namnet lycksalighet mod och därmed ofta övermod, om inte en god vilja finns tillstädes som tjänar som ett korrektiv till hela principen för handlandet och gör den allmän och ändamålsenlig." Den goda viljan är också god oberoende av vilka konsekvenser den har och Kants etik tolkas därmed som en form av deontologi. 

#### Plikt
För att utveckla begreppet om den goda viljan betraktar Kant begreppet plikt, som i en viss mening innehåller begreppet god vilja. Det som är etiskt avgörande när man utför en handling är att den utförs av plikt. Om handlingen utförs av en naturlig instinkt, böjelse eller känsla eller av något annat motiv saknar den moraliskt värde, även om den är i enlighet med plikten. 
Kant menar att en handlings moraliska värde ligger i viljans princip, oberoende av de syften som skall uppnås genom handlingen: "En handling av plikt har sitt moraliska värde inte i den avsikt som skall uppnås genom den, utan i den maxim enligt vilken man beslutar sig för den, och är alltså inte beroende av handlingsföremålets verklighet utan endast av den viljandets princip enligt vilken handlingen utförts, oaktat alla begärsförmågans föremål." 
En maxim är viljandets subjektiva princip, den objektiva principen är den praktiska lagen. Kant menar att det är "föreställningen om lagen i sig själv, som ... såvida den... är viljans bestämningsgrund, utgör det utomordentligt goda som vi kallar sedligt." "Plikten är en handlings nödvändighet av aktning för lagen". Således kommer det vanliga mänskliga förnuftet fram till etikens högsta princip, nämligen att man aldrig skall bete sig på annat sätt än att man också kan önska att maximen för handlingen skall bli en allmän lag; en princip som han återkommer till gång på gång och formulerar på olika sätt. 
I övergången från den allmänt tillgängliga moralfilosofin till sedernas metafysik upprepar Kant att etiken har sin grund i förnuftet. Sedernas metafysik är a priori eller helt oberoende av allt empiriskt. Sedlighetens princip gäller för alla förnuftiga varelser utan undantag, rätt och slätt och med nödvändighet. 

#### Hypotetiska och kategoriska imperativ
Kant skiljer mellan olika former av imperativ. Ett imperativ uttrycks av ett böra och hänvisar till förhållandet mellan en förnuftets objektiva lag och en vilja. "Föreställningen om en objektiv princip som är nödgande för en vilja kallas ett (förnuftets) bud och budets formel kallas imperativ." Det finns två huvudtyper av imperativ: hypotetiska och kategoriska. "De förra framställer en möjlig handlings praktiska nödvändighet som ett medel att uppnå något annat som man vill (eller möjligen skulle vilja). Det kategoriska imperativet skulle däremot vara det som framställde en handling som objektivt nödvändig för sig själv, utan relatering till något annat syfte." Om handlingen bara är ett medel till någonting annat är imperativet alltså hypotetiskt, om den är god i sig är det kategoriskt. 
Det finns två typer av hypotetiska imperativ: färdighetens regler och klokhetens råd. Färdighetens imperativ tar inte hänsyn till om målet för en handling är förnuftigt eller gott, utan bara vad som måste göras för att uppnå det. Klokhetens imperativ anger den praktiska nödvändigheten av en handling för att befrämja lycksaligheten. Man kan a priori förutsätta att varje människa har denna avsikt, eftersom den hör till hennes väsen. Klokhet är färdigheten att välja medel till ens eget största välbefinnande. 
Det kategoriska imperativet påbjuder däremot omedelbart ett visst beteende utan att ligga till grund för det som en betingelse för ett annat syfte som uppnås genom det. "Det hänför sig inte till handlingens innehåll eller åsyftade resultat utan till den form och den princip av vilken den själv följer, och det väsentliga och goda med den består i sinnelaget, [ej utfallet]...." 
Vi har alltså tre slags principer: färdighetens regler, klokhetens råd och sedlighetens bud, vilka hör till konsterna, välfärden respektive det fria förhållningssättet överhuvud och som svarar mot tre slags imperativ: tekniska, pragmatiska respektive moraliska imperativ. 
Det är det kategoriska imperativet som är det viktigaste. Det är sedlighetens imperativ och moralitetens högsta princip. Kant formulerar det kategoriska imperativet på flera olika sätt. Två av dessa sätt är särskilt framträdande. "Handla endast efter den maxim genom vilken du tillika kan vilja att den blir en allmän lag." och "Handla så att du aldrig behandlar mänskligheten i såväl din egen som i varje annan person bara som ett medel utan alltid tillika som ett ändamål." 
Kant konkretiserar det kategoriska imperativet genom att diskutera några exempel på handlingar som det utesluter och som det är en plikt att undvika: självmord, att avlägga lögnaktiga löften, att inte utveckla talanger och att inte hjälpa andra i nöd. Om man undersöker dessa typer av handlingar inser man, enligt Kant, att de strider mot det kategoriska imperativet i båda dess formuleringar. Det är till exempel omöjligt att vilja att maximen för ett lögnaktigt löfte blir en allmän lag, eftersom det skulle omöjliggöra löften över huvud taget, ingen skulle någonsin tro på dem, liksom det är en plikt att hjälpa människor i nöd, eftersom man annars inte skulle behandla de nödställda som ändamål i sig själva, utan bara som medel. 
Hypotetiska imperativ är analytiska satser, om man vill ändamålet, vill man också de nödvändiga medlen. Möjligheten av dessa imperativ är därmed oproblematisk. Det kategoriska imperativet däremot är en syntetisk-praktisk sats a priori och är därmed problematisk. 
Kant diskuterar under rubriken "övergång från sedernas metafysik till kritiken av det rena praktiska förnuftet" hur ett kategoriskt imperativ är möjligt. 

#### Frihet och viljans autonomi
Friheten är nyckeln till förklaringen av viljans autonomi och det kategoriska imperativets möjlighet. Viljans autonomi kan betraktas som sedlighetens högsta princip. "Viljans autonomi är den beskaffenhet hos viljan genom vilken den är en lag för sig själv", och autonomins princip är det kategoriska imperativet. "Viljan är ett slags kausalitet hos levande varelser försåvitt de är förnuftiga, och frihet skulle vara den egenskapen hos denna kausalitet att den kan verka oberoende av främmande orsaker som bestämmer den". Viljans frihet är ingenting annat än autonomi, det vill säga viljans egenskap att vara en lag för sig själv. "Men satsen att viljan i alla handlingar är en lag för sig själv, betecknar bara principen att inte handla enligt någon annan maxim än den som också kan ha sig själv till föremål som allmän lag. Men detta är just det kategoriska imperativets formel och sedlighetens princip. Alltså är en fri vilja och en vilja som står under sedliga lagar ett och detsamma." "Om man alltså förutsätter viljans frihet, följer sedligheten och dess princip av denna genom blotta analysen av dess begrepp." 
Emellertid är det omöjligt att bevisa att människan har en fri vilja, friheten är en förnuftets idé, som aldrig kan ges i en möjlig erfarenhet. Förnuftet hindrar oss dock inte från att anta att människan har en fri vilja, eftersom det är möjligt att hon i sig själv, som hörande till den intelligibla världen, är fri, även om hon som fenomen eller företeelse är inordnad under kausala lagar och följer naturens nödvändighet. 
Friheten är ett postulat av det praktiska förnuftet och är den enda förutsättningen under vilken det kategoriska imperativet är möjligt, men kan alltså själv inte bevisas. "Här finns den högsta gränsen för all moralisk utforskning."

### Social och politisk filosofi
Kants sociala och politiska filosofi skiljde sig från den upplysningstid som han själv levde i. Han hävdade att alla rationella varelser har både en inneboende rätt till frihet och en plikt att ingå i ett samhälle styrt av ett socialt kontrakt, det senare för att kunna realisera och bibehålla sin frihet. Han förespråkade en konstitutionell republik, liknande USA, med garantier för vissa positiva och negativa rättigheter. Kant lanserade en tidig variant av den demokratiska fredsteorin.
År 1784 utgav Kant en liten skrift, Ideen zu einer allgemeinen Geschichte in welt-bürgerlicher Absicht, i vilken han ur filosofisk och historisk synpunkt undersöker statens begrepp och mål. Han utgår från den påtagliga friheten i människans impulser och handlingar och uppställer därpå frågan vad det beror på att det likväl i stort sett går ett påfallande drag av regelbundenhet genom mänsklighetens historia. Det är, konstaterar han, staten som gör det möjligt att människorna frivilligt ålägger sig tvånget att underordna sig en förnuftig ledning – vars värde man inser – samt lyda dess lagar, vilka, på samma gång som de åstadkommer den nödvändiga regelbundenheten för det hela, i möjligaste mån tryggar personens frihet.

## Antropologi
Kant föreläste i antropologi under mer än 25 år, och hans Antropologi från ett pragmatiskt perspektiv publicerades 1798.

## Grav
Mellan 1873 och 1881 samlades pengar in för att bygga ett monument till Kant. Hans grav och dess kolonninhägnad utanför Köningsbergkatedralen i dagens Kaliningrad vid floden Pregel är några av de få artefakter från den tyska tiden som bevarades av Sovjetunionen efter övertagandet och annekterandet av staden 1945. Kants ursprungliga grav förstördes av ryska bomber samma år. En kopia av en Kant-staty som ursprungligen stod utanför universitetet ställdes upp på originalets plats efter en gåva 1991. Nygifta lägger blommor vid graven, som de förut gjorde vid Lenins monument. I närheten av hans grav finns följande inskrift på tyska och ryska, taget från hans "Slutsats" i Kritik av det praktiska förnuftet: "Två saker fyller mig med förundran, stjärnhimlen över mig och morallagen inom mig."